# エディマー・マルティネス
エディマー・マルティネス・ブランコ（Edymar Martínez Blanco1995年7月10日 - ）は、プエルト・ラ・クルス出身のベネズエラのモデルで、アンソアテギ州代表として参加した2014年ミス・ベネズエラの美人コンテストにおいて優勝してミス・インターナショナルのベネズエラ代表となり、さらに、日本で開催された2015ミス・インターナショナル世界大会にも優勝した。
東京のグランドプリンスホテル新高輪で開催された2015ミス・インターナショナル世界大会では、水着審査における評価で贈られる「ミス・パーフェクトボディ」にも選ばれた。
日本語では、「エディマー・マーティンズ」として言及されることもある。